# アンガス・ケネディ (第6代エイルザ侯爵)

1934年1月30日の肖像写真

第6代エイルザ侯爵アンガス・ケネディ（英語: Angus Kennedy, 6th Marquess of Ailsa、1882年10月28日 – 1957年5月31日）は、イギリスの貴族。

## 生涯
第3代エイルザ侯爵アーチボルド・ケネディと1人目の妻エヴリン（Evelyn、旧姓ステュアート（Stuart）、1848年6月24日 – 1888年7月26日、第12代ブランタイヤ卿チャールズ・ステュアートの娘）の三男として、1882年10月28日に生まれた。イートン・カレッジで教育を受けた。
1914年10月3日、イギリス海軍予備員における海尉の暫定辞令を与えられた。1917年5月22日、イギリス海軍志願予備員における大尉の暫定階級を与えられた。
エイルザ造船会社の役員を務めた。
1956年6月1日に兄チャールズが死去すると、エイルザ侯爵位を継承したが、自身も1年後の1957年5月31日に死去、息子アーチボルド・デイヴィッドが爵位を継承した。

## 家族
1922年1月28日、ガートルード・ミリセント・クーパー（Gertrude Millicent Cooper、1957年8月25日没、ジャーヴァス・ウィアー・クーパーの娘）と結婚、1男をもうけた。
- アーチボルド・デイヴィッド（英語版）（1925年12月3日 – 1994年4月7日） - 第7代エイルザ侯爵[2]